# ماتيوش كوسترزفسكي
ماتيوش كوسترزفسكي (بالبولندية: Mateusz Kostrzewski) مواليد 18 سبتمبر 1989 في البلنغ، بولندا، هو لاعب كرة سلة بولندي. بدأ مسيرته الاحترافية في سنة 2006. يلعب مع تورو زغورجيلتس. يحمل الرقم 31. يبلغ طوله 6 قدم 7 بوصة (2.0 م).

## المسيرة الاحترافية
لعب مع أسكو غدينيا من سنة 2008 إلى 2012، ثم لعب مع نادي فوتسوافك لكرة السلة في موسم 2013–2014، ثم لعب مع تورو زغورجيلتس في سنة 2014.

## الإنجازات
- 2009: نهائي كأس بولندا
- 2009، 2010، 2015: بطولة الدوري البولندي

## روابط خارجية
- ماتيوش كوسترزفسكي على موقع الاتحاد الدولي لكرة السلة (الإنجليزية)
- ماتيوش كوسترزفسكي على موقع الدوري الأوروبي لكرة السلة (الإنجليزية)
- ماتيوش كوسترزفسكي على موقع كرة السلة الأوروبية.كوم (الإنجليزية)
- ماتيوش كوسترزفسكي على موقع ريلجم (الإنجليزية)
- ماتيوش كوسترزفسكي على موقع بروبوليرز (الإنجليزية)
- ماتيوش كوسترزفسكي على موقع سبورتس رفرنس (الإنجليزية)